# 方潤
方潤（1485年—？年），字時雨，南直隶徽州府歙縣結林人，民籍。

## 生平
治《礼记》，行三十七，由國子生中式正德八年癸酉科（1513年）應天府鄉試第四十一名舉人，年三十九歲中式嘉靖二年（1523年）癸未科會試第四名，第三甲第三十一名進士。四年任浙江缙云县知县，官大理寺评事。

## 家族
曾祖方以高。祖父方叔玉。父方宗萬。前母张氏；母徐氏；继母嚴氏。慈侍下。兄方津、弟方海。